# کلود-آگوسته لامی
کلود-آگوسته لامی (فرانسوی: Claude-Auguste Lamy‎؛ زاده ۱۵ ژوئن ۱۸۲۰ درگذشته ۲۰ مارس ۱۸۷۸) یک شیمی‌دان اهل فرانسه بود.